# Hydaticus aruspex
Hydaticus aruspex es una especie de escarabajo del género Hydaticus, familia Dytiscidae. Fue descrita científicamente por Clark en 1864.
Habita en Europa y el norte de Asia (excluyendo China), Norteamérica y Asia meridional.